# Казариле
Казарѝле (на италиански: Casarile, на западноломбардски: Casarìl, Казарил) е малко градче и община в Северна Италия, провинция Милано, регион Ломбардия. Разположено е на 97 m надморска височина. Населението на общината е 3953 души (към 2012 г.).